# L'amico di legno
L'amico di legno (What a Dummy) è una serie televisiva statunitense in 24 episodi trasmessi per la prima volta nel corso di una sola stagione dal 1990 al 1991.
È una sitcom incentrata sulle vicende della famiglia Brannigan di Secaucus, New Jersey, i cui componenti scoprono in un vecchio baule di uno zio deceduto che faceva il ventriloquo un manichino di legno parlante.

## Personaggi e interpreti
- Tucker Brannigan (24 episodi, 1990-1991), interpretato da Stephen Dorff.
- Cory Brannigan (24 episodi, 1990-1991), interpretato da Joshua Rudoy.
- Ed Brannigan (24 episodi, 1990-1991), interpretato da David Doty.
- Polly Brannigan (24 episodi, 1990-1991), interpretata da Annabel Armour.
- Maggie Brannigan (24 episodi, 1990-1991), interpretata da Janna Michaels.
- Buzz (24 episodi, 1990-1991), interpretato da Loren Freeman.
- Mrs. Treva Travalony (24 episodi, 1990-1991), interpretata da Kaye Ballard.
È una vicina di casa dei Brannigan.

## Produzione

### Registi
Tra i registi sono accreditati:
- Scott Redman in 22 episodi (1990-1991)
- Jerry Ross in 2 episodi (1991)

### Sceneggiatori
Tra gli sceneggiatori sono accreditati:
- Barbara Hobart in un episodio (1990)
- Stephen Sustarsic

## Distribuzione
La serie fu trasmessa negli Stati Uniti dal 29 settembre 1990 al 25 maggio 1991I in syndication. In Italia è stata trasmessa su RaiUno con il titolo L'amico di legno. È stata distribuita anche in Spagna con il titolo Un intruso en la familia.

## Episodi
| Stagione       | Episodi | Prima TV USA | Prima TV Italia |
| -------------- | ------- | ------------ | --------------- |
| Prima stagione | 24      | 1990-1991    |                 |